# Millotsaphanidius costatus
Millotsaphanidius costatus là một loài bọ cánh cứng trong họ Cerambycidae.